# Radio T
Radio T ist ein Freies Radio in Chemnitz und Mitglied im Bundesverband Freier Radios. Radio T ist ein freies nichtkommerzielles Radio für die Region Chemnitz und wird getragen vom Verein Radio T e. V.

## Programmgrundsätze
Das Geschehen in der Region Chemnitz ist Programmschwerpunkt, überregionale Themen werden nicht ausgeklammert. Die Berichterstattung soll sich an Personen und Gruppen richten oder Themen umfassen, welche in anderen und stärker frequentierten Medien eher wenig Berücksichtigung finden. Ferner soll das Programm die Meinungen verschiedenster gesellschaftlicher Schichten des Verbreitungsgebietes widerspiegeln. Rassistische, sexistische, soziale oder andere Formen von Diskriminierung sowie jegliche Art von Gewaltverherrlichung wollen die Gestalter des Programms ausschließen. Gesendet wird von Montag bis Freitag zwischen 18:00 und 23:00 Uhr und Samstag und Sonntag zwischen 12:00 und 24:00 Uhr.

## Verbreitung
Ausgestrahlt wird das Programm in Chemnitz via UKW-Frequenz 102,7 MHz sowie im Kabelnetz der Primacom auf Frequenz 98,25 MHz und im Kabelnetz der RFC auf 103,7 MHz. Daneben wird das Programm in das Netz des Anbieters GAG Burgstädt unter Frequenz 95,30 MHz eingespeist. Dieser Anbieter des Chemnitzer Umlandes umfasst die Ortschaften Burgstädt, Lunzenau, Berthelsdorf, Schlaisdorf, Hohenkirchen, Elsdorf, Markersdorf, Claußnitz, Röllingshain, Taura, Herrenhaide, Kühnhaide, Hartmannsdorf, Mühlau, Burkersdorf, Göppersdorf, Heiersdorf und Mohsdorf. 
Seit dem 24. Dezember 2007 wird das Programm parallel zu den UKW- bzw. Kabelsendezeiten auch per Internetlivestream ausgestrahlt.
Zusätzlich zur analogen Verbreitung via UKW, erfolgt im Großraum Chemnitz seit dem Frühjahr 2023 eine ganztägige Ausstrahlung über DAB+ Kanal 8A (88 kbps DAB+/HE-AAC v1 Stereo).

## Partnerschaft
Radio T ist Partner des erstmals im Jahr 2002, mittels UKW erst 2004, auf Sendung gegangenen Radio UNiCC, ein Studentenradio an der TU Chemnitz. Dieses ist hauptsächlich ein Internetradio, die UKW-Ausstrahlung beträgt jeden Tag jedoch eine Stunde.

## Name
Die Bedeutung des „T“ im Namen ist nicht zweifelsfrei geklärt. Einerseits könnte er sich auf die frühen Anfänge des Radios beziehen, als die Sendungen noch über Verstärker und Lautsprecher bei öffentlichen Veranstaltungen (also nicht über UKW) abgespielt wurden; demnach würde das „T“ für Trockenradio stehen.
Andererseits könnte sich das „T“ auf den Kennbuchstaben für den Bezirk Karl-Marx-Stadt auf Kfz-Kennzeichen in der DDR beziehen.